# Magnant
Magnant är en kommun i departementet Aube i regionen Grand Est (tidigare regionen Champagne-Ardenne) i nordöstra Frankrike. Kommunen ligger  i kantonen Essoyes som ligger i arrondissementet Troyes. År 2022 hade Magnant 163 invånare.

## Befolkningsutveckling
Antalet invånare i kommunen Magnant
Referens: INSEE